# لحباشة (جاقمة)
لحباشة هي إحدى مشيخات المملكة المغربية، تتبع جغرافيا لإقليم برشيد وإداريًا لجاقمة. يقدر عدد سكانها بـ 10799 نسمة حسب الإحصاء الرسمي للسكان والسكنى لسنة 2004.